# Звёздные люди Земли

Памятник Королёву и Гагарину в Королёве. Январь 2017

«Звёздные люди Земли» — памятник, изображающий Сергея Королёва и Юрия Гагарина сидящими вдвоём на скамейке и установленный в городе Королёве.

## Церемония открытия
В Королёве 12 января 2017 года открыли памятник «Звёздные люди Земли» главному конструктору пилотируемых космических кораблей СССР Сергею Королёву и первому космонавту Юрию Гагарину, а также мемориальную доску в честь выдающегося конструктора в рамках празднования 110-летия со дня его рождения.
На церемонии выступил глава города Александр Ходырев:

Сегодня мы открываем памятник, часом раньше открыли мемориальную доску на «королёвском доме». Это очень значимые события, говорящие о том, что мы помним о деле Королёва и продолжаем заложенные им традиции. Мы продолжаем развивать и отечественную космонавтику, и городскую инфраструктуру: строим дома, школы, детские сады, объекты социальной сферы, чтобы город Королёв всегда оставался на высоте.
— Александр Ходырев
Почётные гости:
- заместитель председателя правительства Московской области Эльмира Хаймурзина;
- дочь Сергея Королева Наталия.

Также на мероприятии были сотрудники городской администрации и предприятий, жители, учащиеся.

## Описание памятника
Инициатива создания такого памятника, который изображает Сергея Королёва и Юрия Гагарина сидящими вдвоём на скамейке, как на одной из известных фотографий, принадлежит ветеранам ракетно-космической отрасли, предложение было поддержано Главой города Александром Ходыревым. Кроме того, проект, разработанный скульптором Виталием Казанским, получил одобрение от дочери великого конструктора — Наталии Сергеевны Королёвой.
Памятник установлен в Королёве на площади у Дворца культуры имени Калинина (в народе — на площади Звезды) на том месте, где раньше был установлен спутник, автором которого и был Королёв.
Известно, что скульптуры сделаны при творческом осмыслении фотографии 1961 года, но неизвестно, где она была сделана: либо в Сочи, где Гагарин отдыхал после своего эпохального полёта, либо в Евпатории.
Это не единственный памятник, где Гагарин и Королёв сидят рука об руку на скамейке. Аналогичные памятники есть в Таганроге и в Энгельсе.